# Liste der Präsidenten Lettlands

Standarte des lettischen Präsidenten

Dies ist die Liste der Präsidenten von Lettland.

## Provisorische Regierung (1918–1920)
| # | Bild         | Name                                                               | Amtsantritt       | Amtsaustritt | Partei |
| - | ------------ | ------------------------------------------------------------------ | ----------------- | ------------ | ------ |
| − | Jānis Čakste | Jānis Čakste (Vorsitzender des Übergangsparlamentes Tautas Padome) | 17. Dezember 1918 | 1. Mai 1920  | DC     |

## Republik Lettland (1920–1940)
| # | Bild            | Name                 | Amtsantritt    | Amtsaustritt    | Partei    |
| - | --------------- | -------------------- | -------------- | --------------- | --------- |
| 1 | Jānis Čakste    | Jānis Čakste         | 1. Mai 1920    | 14. März 1927   | DC        |
| 2 | Gustavs Zemgals | Gustavs Zemgals      | 8. April 1927  | 8. April 1930   | DC        |
| 3 | Alberts Kviesis | Alberts Kviesis      | 11. April 1930 | 15. Mai 1934    | LZS       |
| 3 | Alberts Kviesis | Alberts Kviesis      | 16. Mai 1934   | 11. April 1936  | parteilos |
| 4 | Kārlis Ulmanis  | Kārlis Ulmanis       | 11. April 1936 | 21. Juli 1940   | parteilos |
| − |                 | Augusts Kirhenšteins | 21. Juli 1940  | 25. August 1940 | LKP       |

## Republik Lettland (seit 1990)
| # | Bild                 | Name                                                                                           | Amtsantritt      | Amtsaustritt     | Partei    |
| - | -------------------- | ---------------------------------------------------------------------------------------------- | ---------------- | ---------------- | --------- |
| − | Anatolijs Gorbunovs  | Anatolijs Gorbunovs (Vorsitzender des Übergangsparlamentes Oberster Rat der Republik Lettland) | 21. August 1991  | 13. Februar 1993 | LTF       |
| − | Anatolijs Gorbunovs  | Anatolijs Gorbunovs (Vorsitzender des Übergangsparlamentes Oberster Rat der Republik Lettland) | 13. Februar 1993 | 8. Juli 1993     | LC        |
| 1 | Guntis Ulmanis       | Guntis Ulmanis                                                                                 | 8. Juli 1993     | 8. Juli 1999     | LZS       |
| 2 | Vaira Vīķe-Freiberga | Vaira Vīķe-Freiberga                                                                           | 8. Juli 1999     | 8. Juli 2007     | parteilos |
| 3 | Valdis Zatlers       | Valdis Zatlers                                                                                 | 8. Juli 2007     | 8. Juli 2011     | parteilos |
| 4 | Andris Bērziņš       | Andris Bērziņš                                                                                 | 8. Juli 2011     | 8. Juli 2015     | ZZS       |
| 5 | Raimonds Vējonis     | Raimonds Vējonis                                                                               | 8. Juli 2015     | 7. Juli 2019     | LZP       |
| 6 | Egils Levits         | Egils Levits                                                                                   | 8. Juli 2019     | 8. Juli 2023     | parteilos |
| 7 | Edgars Rinkēvičs     | Edgars Rinkēvičs                                                                               | 8. Juli 2023     | amtierend        | Vienotība |